# 陰茎増大
陰茎増大（いんけいぞうだい）は、陰茎（男性器）を増大させること。

## 陰茎増大方法

### ジェルキング（jelqing）
中東で古くから受け継がれてきた陰茎増大エクササイズ手法。乳搾りのような動作からミルキングとも言う。1970年代後半に、イギリスのブライアンリチャーズ博士によって包括的な研究がなされた。半勃起状態の陰茎を搾乳する要領でマッサージを行うエクササイズで増大効果が期待できると言われている。

### 外科手術

#### （長茎手術）
美容形成外科手術により陰茎を長くすることができる。
埋没陰茎矯正式長茎術
靭帯によって固定されている陰茎を安全な範囲で体外に引き出すことにより陰茎を長くする。靭帯損傷により勃起時に不安定になる他、靭帯の自然修復により逆に短くなる場合がある。
恥骨部脂肪吸引式長茎術
陰茎の根元付近（恥骨付近）の皮下脂肪を減らすことにより、脂肪に埋もれた陰茎を露出させて長くする手術。一般の脂肪吸引術と同様のリスクがある。

#### （フィラー注入術）
フィラー（充填物）を陰茎に注入することにより、増大させる。
ヒアルロン酸注入術
亀頭部などにヒアルロン酸を注入するもの。
脂肪注入術
亀頭部などに本人から採取した皮下脂肪を注入するもの。

### サプリメント
増大効果が期待されるとする成分が含まれるサプリメントを服用することによって陰茎を増大させる。血流を増加させる効果のあるもの、男性ホルモンを増大させる効果のあるものなどが見られる。
血流を改善する効果がある代表的な成分の一つとしてシトルリンがある。

### 陰茎増大器具
器具を使用し、伸長させた状態で固定し、増大エクササイズを行う。種別としてはポンプ型、バンド型、空気袋固定型がある。
ポンプ型
陰茎に円柱状の筒を装着し、負圧吸引によって牽引する方法。
バンド型
陰茎の根元と亀頭部分を伸縮するアームで固定し牽引する方法。
空気袋固定型
陰茎の根元と亀頭後部を空気袋で固定し伸縮するアームで牽引する方法。
空気袋が亀頭後部全周を均一な力で固定するためバンド型に比べ痛みが少ない。

## 医学的見解
国際性機能学会（ISSM）の見解では、
1. 非外科的な方法（ジェルキング・牽引）による増大は、科学的根拠はない
2. 外科的な方法（シリコン注入など）による増大は、陰茎に損傷を来す合併症のリスクが伴う
3. 先天的に陰茎に問題のある人やマイクロペニスの症例、陰茎に重大な損傷を受けた人に限定すべきであって、美容目的の処置は推奨できない

としている。
日本国内では、亀頭へのヒアルロン酸・脂肪注入により亀頭が壊死した事例が報告されている。